# Léon V de Mingrélie
Léon V de Mingrélie (Levan V Dadiani, géorgien : ლევან V დადიანი; 1793 – 30 juillet 1846), de la maison Dadiani, est prince de Mingrélie, en Géorgie occidentale, de 1804 à 1846. Il accède au trône à la mort de son père Grigol de Mingrélie, et règne initialement sous la régence de sa mère la princesse Nino de 1804 à 1811 se montrant un loyal sujet de l'Empire russe. Léon V Dadiani ne trouve que peu d'intérêt dans le gouvernement de la principauté et il résigne sa fonction en faveur de son fils, David Dadiani, en 1840, restant néanmoins Prince titulaire de Mingrélie jusqu'à sa mort.

## Premières années de règne
Levan Dadiani est le fils aîné de Grigol Dadiani, prince de Mingrélie, et de sa femme, Nino, fille de Georges XII, le dernier souverain du Royaume de Kartl-Kakhétie. Grigol meurt en octobre 1804, après avoir placé sa principauté sous la suzeraineté de l'Empire russe depuis plusieurs mois. Le gouvernement russe confirme, in absentia, le jeune prince  Levan comme successeur de Grigol. À cette époque, Levan réside en Abkhazie, à la cour de Kelesh Ahmed-Bey Chervachidzé, à qui Grigol a confié son fils comme « otage d'honneur » en échange de l'appui abkhaze dans la lutte de pouvoir en Mingrélie en 1802. L'intervention militaire russe le libère en avril  1805. Léon à son arrivée en Mingrélie prononce un serment solennel de fidélité à la monarchie russe et obtient en contrepartie la confirmation de son titre de prince de Mingrélie. Il reçoit à cette occasion le grade de Major-général dans l'armée impériale russe  et l'Ordre de Sainte-Anne, de 1re classe, en juillet 1805. L'accession au trône de Léon est contestée par son oncle, Mamouka/Manuchar Dadiani, mais le conflit pour le pouvoir est bref et les loyalistes triomphent rapidement grâce aux efforts de sa mère Nino et de l'archevêque de  Chqondidi.

## Au service de la Russie
Comme Levan est encore mineur lors de son accession au trône, un conseil de régence présidé par sa mère est mis en place. Des tensions apparaissent rapidement dans le conseil, la princesse Nino est écartée du gouvernement et Levan assume les pleins pouvoirs en 1811. Il défendit les intérêts russes dans la région et participa, à la tête des forces mingréliennes («milice»), aux campagnes militaires russes.  À l'âge de 16 ans, il assista au siège victorieux de Poti, en 1809, pendant la guerre russo-turque (1806-1812) contre l'Empire ottoman. L'année suivante, il soutint les Russes dans la conquête du royaume d'Iméréthie, qui avait, pendant des siècles, revendiqué la suzeraineté sur la Mingrélie, et dans une expédition contre le pacha Akhaltsikhé, province contrôlée par les Ottomans. Services pour lesquels il est décoré de  Ordre de Saint-Vladimir, de 2e classe.
Léon contribue également à étendre l'influence russe en Abkhazie, où il a soutenu son parent, le Prince Sefer Ali-Bey Chervachidzé. Il prend le contrôle du Samourzakano, une région frontière entre Mingrélie et Abkhazie, en 1813 et fait campagne avec une force mingrélienne dans l'intérieur de l'Abkhazie en 1818 et 1824. En 1819/1820, Dadiani rejoint les forces russes combattant les rebelles d'Iméréthie et de la principauté de Gourie. Le frère cadet de Léon, Giorgi, également officier de l'armée impériale russe, collabore avec les rebelles et est livré  par le prince de Mingrélie aux autorités russes.  En août 1829, Lors de la guerre russo-turque de 1828-1829, la Dadiani et ses Mingréliens servent sous les ordres du Major-général Karl Hesse, ils contribuent à la défaite des Turcs à Mukha-Estate. Pour ses services, Léon V Dadiani fut nommé lieutenant général en 1820 et reçut l'ordre de Saint-Alexandre Nevski en 1830. 

## Affaires intérieures
Léon V Dadiani règne comme un autocrate mais il se consacre essentiellement à la chasse et s'intéresse peu aux affaires administratives de sa principauté qu'il  délègue à son parent Didi-Niko Dadiani jusqu'à la mort de celui-ci en 1834.  Il aide cependant à établir une école au monastère de Martvili en 1830. Léon, anticipe les revenus de l'État en vendant du bois à l'Égypte, rêve de transformer Zougdidi, chef-lieu de Mingrélie, en ville baptisée « Grigoriopolis »  en l'honneur de son père il dépose une demande au tsar Nicolas Ier pour être autorisé à l'édifier en 1837, quelques mois après avoir accueilli le monarque russe dans ses possessions en septembre 1837. Nicolas Ier décide que l'endroit pourrait s'appeler « Grigoriopolis » pour contenter le Dadiani, mais réserve son approbation pour lui accorder un statut de ville. 
Après la mort de  Didi-Niko Dadiani en 1834, Léon nomme son fils aîné David, un énergique officier de l'armée impériale russe à Tiflis, comme administrateur de la principauté dans laquelle une crise politique commence à sourdre. Les efforts de modernisation de David sont guère populaires auprès de la noblesse locale et son propre père provoque le retrait du jeune prince désillusionné de Mingrélie en 1838. Sentant sa santé décliner et la contestation monter en Mingrélie 
Léon V Dadiani se démet du gouvernement en faveur de David le 11 mai 1840, il conserve toutefois son titre de dirigeant de la Mingrélie et meurt  six ans plus tard à Zougdidi avant d'être inhumé au monastère de Martvili.

## Union et postérité
Levan Dadiani se marie deux fois. En premières noces, en 1810, avec la princesse Nino (morte en 1811), fille du prince Zourab Tsereteli (1747–1823), Maire du Palais (sakhlt-ukhutsesi) d'Iméréthie. La seconde épouse de Léon est la jeune sœur de sa première femme Marta (morte en 1839), mère de ses trois fils et deux filles.
- Prince David Dadiani (1812–1853), Prince de Mingrélie (1840–1853), Major-général de l'armée impériale russe;
- Prince Grigol Dadiani (Kolkhideli) (1814–1901), général d'infanterie et poète;
- Princesse Nino Dadiani (1816–1886), Dame d'Honneur à la cour impériale de Russie. Elle épouse en 1836 le Prince Ivan Konstantinovitch Bagration-Moukhranski;
- Prince Konstantin Dadiani (1819–1889), Lieutenant-général;
- Princesse Ekaterine Dadiani (1821–1858), qui épouse en 1833 le Prince Dimitri (Seit-Bey) Chervachidzé. Ils sont les parents de Georges Chervachidzé, Gouverneur de Tiflis (1889–1897).